# Primula (album)
Primula è un album prodotto da Piero Fabrizi, pubblicato su etichetta Route 61/Brave Art Records.

## Il disco
L'album è uscito nel 2014 ed è il primo disco di Piero Fabrizi a suo nome.

## Tracce
1. La Mirada del Che - 05,54 - (Piero Fabrizi)
2. Clandestino - 04,12 - (C. Cèsar - P. Fabrizi - C. Cèsar)
3. Primula - 04,52 - (Piero Fabrizi - Elio Rivagli)
4. Midnight Train - 04,54 - (Piero Fabrizi)
5. Buzet Me Ishin Thare - 04,20 - (Gentian Lako)
6. Rumbalkan - 03,12 - (Piero Fabrizi)
7. Qan Lulja Per Lulen - 03,08 - (Albanian Traditional Song adapted by Elsa Lila & Piero Fabrizi)
8. Uncle Frank - 05,32 - (Piero Fabrizi)

1. Headly Grange - 02,00 - (Piero Fabrizi)
2. Kashmir - 08,50 - (J. Page - R. Plant - J. Bonham)
3. JFF - 04,54 - (Piero Fabrizi)
4. Now That You're Gone - 04,18 - (Lily Latuheru - Piero Fabrizi)

## Musicisti

### La Mirada del Che
- Elio Rivagli: Drums
- Paolo Costa: Electric Bass
- Piero Fabrizi: Electric Guitar
- Jaques Morelembaum: Cello
- Mauro Pagani: Violin Solo
- Giovanni Boscariol: Hammond & Keyboards
- Sergio Chiavazzoli: Bandolin
- Moreno Veloso: Congas
- Marcos Suzano: Xequebalde, Shaker, Sementes

### Clandestino
- Chico Cèsar: Vox
- Piero Fabrizi: Vox
- Elio Rivagli: Drums
- Paolo Costa: Electric Bass
- Piero Fabrizi: Electric Guitars
- Giovanni Boscariol, Valerio Calisse: Keyboards
- Marcos Suzano, Moreno Veloso: Percussions
- Michael Rosen: Alto Sax
- Giancarlo Ciminelli: Trumpet

### Primula
- Elio Rivagli: Drums
- Dario Deidda: Electric Bass
- Piero Fabrizi: Electric Guitar
- Marcos Suzano: Congas, Pandeiro, Shaker, Cahon
- Moreno Veloso: Prato e Faca, Cabasa, Guiro
- Giovanni Boscariol: Hammond Organ

### Midnight Train
- Elio Rivagli: Drums
- Arthur Maia: Electric Bass
- Piero Fabrizi: Electric Guitars, Lap Steel
- Marcos Suzano: Shaker

### Buzet Me Ishin Thare
- Elsa Lila: Vox
- Elio Rivagli: Drums
- Tony Levin: Electric Bass
- Piero Fabrizi: Electric Guitars, Electric Sitar
- Giovanni Boscariol: Keyboards
- Rosario Iermano: Tablas & Percussions
- Strings Ensemble:
- Luisiana Lorusso - Violin Leader
- Maurizio Misslato, Melissa Maioni, Zita Mucsi - Violin
- Nino Crigugno - Viola
- Giuseppe Tortora - Cello
- Maurizio Abeni: Orchestral Conductor

### Rumbalkan
- Elio Rivagli: Drums
- Pier Michelatti: Electric Bass
- Piero Fabrizi: Electric Guitar, Tres, Mandolin
- Carlos Malta: Flute, Wood Flute
- Marcos Suzano, Moreno Veloso: Percussions
- Moreno Veloso, Marcos Suzano, Piero Fabrizi, Salvatore Corazza, Elio Rivagli: Claps

### Qan Lulja Per Lulen
- Elsa Lila: Vox
- Elio Rivagli: Drums
- Tony Levin: Electric Bass
- Piero Fabrizi: Electric Guitars
- Valerio Calisse: Keyboards & Programming
- Strings Ensemble:
- Luisiana Lorusso - Violin Leader
- Eunice Gangianello, Mario Gentil - Violin
- Gaia Orsoni - Viola
- Kyung Mi Lee - Cello
- Maurizio Abeni: Orchestral Conductor

### Uncle Frank
- Elio Rivagli: Drums
- Paolo Costa: Electric Bass
- Piero Fabrizi: Electric Guitar
- Jaques Morelembaum: Cello
- Carlos Malta: Flute, Bass Flute
- Giovanni Boscariol: Keyboards
- Brass Ensemble:
- Maurizio Giammarco - Tenor Sax
- Claudio Corvini - Trumpet
- Enzo De Rosa - Trombone
- Elvio Ghigliordini - Baritone Sax
- Brass Arranged and Conducted by Maurizio Giammarco

### Headly Grange
- Piero Fabrizi: Danelectro Electric Guitar, Martin D28 12 Strings, Oud

### Kashmir
- Joanna St. Claire: Vox
- Joao Viana: Drums
- Mauricio Oliveira: Electric Bass
- Piero Fabrizi: Electric Guitars
- Jaques Morelembaum: Cello
- Renato Fonseca: Keyboards
- Strings Ensemble:
- Luisiana Lorusso - Violin Leader
- Maurizio Misslato, Melissa Maioni, Zita Mucsi - Violin
- Nino Crigugno - Viola
- Giuseppe Tortora - Cello
- Maurizio Abeni: Orchestral Conductor

### JFF
- Elio Rivagli: Drums
- Dario Deidda: Electric Bass
- Piero Fabrizi: Electric Guitar
- David Binney: Alto Sax
- Rosario Iermano: Percussions

### Now That You're Gone
- Lily Latuheru: Vox
- Elio Rivagli: Drums
- Tony Levin: Electric Bass
- Piero Fabrizi: Electric Guitars & Background Vocals
- Giovanni Boscariol: Rhodes & Hammond Organ
- Strings Ensemble:
- Luisiana Lorusso - Violin Leader
- Eunice Gangianello, Mario Gentil - Violin
- Gaia Orsoni - Viola
- Kyung Mi Lee - Cello
- Maurizio Abeni: Orchestral Conductor